# Хорошая поездка
«Хорошая поездка» (англ. A Decent Ride) — роман Ирвина Уэлша, написанный в 2015-м году. Уэлш возвращается к персонажу по имени Терри Лоусон, который впервые появился в романе «Клей». Действия книги происходят 10 лет после событий в романе «Порно», во время урагана Боубэг в Шотландии в 2011-м году. Название книги содержит двойной смысл: с одной стороны отсылается к либидо Лоусона, с другой — к его работе водителем такси.

## Сюжет
Терри Лоусон, повстречавшись с писателями, которых он подвозил во время «Эдинбургского фестиваля», решает что литературное образование будет способствовать ему в его неустанных сексуальных похождениях, а также поможет ему восстановить веру в собственную мужественность. Позже, он встречает Малыша Джонти — хорошо обеспеченного, славного, но бестолкового персонажа, похожего на Кертиса из «Порно» — чья девушка Джинти Магдалина пропала. Лоусон соглашается помочь разыскать её, «его расследования» вызывают у него подозрение насчёт мотивации крупного американского бизнесмена и телезвезды Рональда Чекера (прототипом которого является Дональд Трамп) и его роли в исчезновении Джинни. Повествование чередуется от лица Лоусона, Джонти и Чекера.

## Рональд Чекер/Дональд Трамп
Газета Financial Times определила персонажа Чекера как магната, вроде Дональда Трампа, с грандиозным, возможно коварным бизнес-планом. Сам Уэлш сказал в The Washington Post, что Чекер был «молодой, хулиганской версией Дональда Трампа», при том в статье указано, что «несмотря на то, каким неприятным показан этот персонаж [Чекер], он даже не приблизился к его прообразу [к Трампу]». Трамп был знаменит в Шотландии во время действия романа, он занимался строительством экологически сомнительного поля для гольфа и публично поддерживал установки шотландского правительства (тема в книге), когда они соответствовали его бизнес-интересам, до тех пор, пока не случился разлад с Алексом Салмондом относительно поддержки ветряных турбин — вокруг этого разворачиваются действия романа, предполагая и выявляя сексуальные наклонности Трампа. Когда Трамп стал президентом, ирония в романе, и это изощрённое сравнение с «одурачиванием» (англ. taken for a ride), стали ещё более уместными, чем они были во время релиза книги. Когда позже у Уэлша спросили о его мнении относительно Трампа, он заявил, что Чекер — это всего лишь «собирательный образ демагога». Ранее, ближе к дате выхода романа, он говорил: «Трамп... после того, как он проиграл в Айове, интерес вокруг его персоны возрос. Он словно какой-то участник телешоу».

## Отзывы критиков
Роман был рецензирован во многих газетах. Он получил смешанные отзывы.
На официальном вэб-сайте Уэлша (www.irvinewelsh.net) была опубликована цитата Клэр Инман из журнала Curious Animal, в которой говорилось: «Неважно, вызван ли ваш интерес ужасно дорогими бутылками виски, и тем, на что только не способны американцы, чтобы обладать ими, или же вашему сердцу близка страдательная история любви Малыша Джонти; здесь вы найдёте множество мнений и человеческих эмоций, на которые выводит Уэлш, среди всего этого веселья», и рецензия для The Spectator, в которой Джеймс Уолтер выражает мнение: «Ирвин Уэлш не тот писатель, что созревает с возрастом... Уэлш [лексика которого] удивительно гибкое изобретение, которое может сочетать в себе скабрёзность и лиричность, юмор и уныние в одном и том же абзаце... если вам по вкусу неподдельный и зачастую будоражащий заряд силы Ирвина Уэлша, тогда вы получите удовольствие.
Однако, в рецензии под названием «Скудное писательство и шутки про пенис» Стюарт Келли высказалась так: «Можно провести целый обзор, анализируя сексуальную политику Ирвина Уэлша — но какой в этом смысл? Наскучило старое опровержение, вроде „это сатира и у тебя нет чувства юмора“. Но послушайте. Что это? Это звук того, что никто не смеется. Есть разве что слабое и отдалённое хихиканье. Если кто-то и расстался с £12,99 за это, так это их «прокатили» [отсылка к игре слов в названии книги]».